# 极黑之夜
极黑之夜（英語：Blackest Night），是在2009年6月至2010年5月出版的美国漫画交叉盛事。由杰夫·约翰斯撰稿、伊万·雷斯执笔铅笔画，极黑之夜是绿灯侠三部曲中的第三部，前两部为：《绿光戰警：重生》与《聖納托軍团的战争》。虽然是與绿光戰警的相關的事件，但该故事系列包含了整个DC漫画宇宙中的许多重要人物。
已經死亡的反派人物黑手，在神秘的黑光戒指的影響下復活了，而且他也在黑光能量下進行了對一切生命的抹煞。藉由黑光戒指的力量，許多死去的人都復活了。
至黑之夜遮天日！此消彼长暗吞光！剜心摄魂汝命毙!亡灵复出黑手役！
故事的起源来自于一位叫威廉·汉德(William Hand)的男子，威廉·汉德的家族是一个在海滨城经营殡仪馆为事业的家族，他在家中排行老二，从小接触死尸的他对于死亡十分感兴趣，也非常愿意学习有关家族事业的一切。而对于死亡的迷恋导致他将自己家的狗做成了标本，这让他的家人彻底认为他疯了，不断地送他去看心理医生，而为了掩盖他对于死亡的迷恋，他伪装出了正常的模样。
而红灯军团的首领阿托希塔斯(Atrocitus)通过血之预言看到了汉德的未来和他心里的黑暗，和随之而来的至黑之夜。为了阻止这一预言的发生，他只身来到地球寻找汉德，期望利用宇宙魔棒吸走他心中的黑暗从而阻止至黑之夜的发生，然而及时出现的哈尔·乔丹和当时还是绿灯侠的塞尼斯托却将阿托希塔斯击败，威廉拾取了宇宙魔棒而逃脱。